# Stupid (Tate McRae)
Stupid è un singolo della cantante canadese Tate McRae, pubblicato il 6 dicembre 2019 come terzo estratto dal primo EP All the Things I Never Said.

## Tracce
1. Stupid – 2:53

## Classifiche
| Classifica (2020) | Posizione massima |
| ----------------- | ----------------- |
| Irlanda           | 98                |